# Schwedische Badmintonmeisterschaft 2003
Die Schwedische Badmintonmeisterschaft 2003 fand Anfang Februar 2003 statt.

## Medaillengewinner
| Disziplin    | Gold                               | Silber                           | Bronze                                |
| ------------ | ---------------------------------- | -------------------------------- | ------------------------------------- |
| Herreneinzel | Rasmus Wengberg                    | Daniel Eriksson                  | Per-Henrik Croona                     |
| Herreneinzel | Rasmus Wengberg                    | Daniel Eriksson                  | Tomas Johansson                       |
| Dameneinzel  | Marina Andrievskaia                | Elin Bergblom                    | Karolina Ericsson                     |
| Dameneinzel  | Marina Andrievskaia                | Elin Bergblom                    | Sophia Hansson                        |
| Herrendoppel | Henrik Andersson Fredrik Bergström | Imanuel Hirschfeld Jörgen Olsson | Ola Molin Joakim Andersson            |
| Herrendoppel | Henrik Andersson Fredrik Bergström | Imanuel Hirschfeld Jörgen Olsson | Dennis von Dahn Daniel Glaser         |
| Damendoppel  | Johanna Persson Elin Bergblom      | Lina Uhac Frida Andreasson       | Jessica Gustavsson Sophia Hansson     |
| Damendoppel  | Johanna Persson Elin Bergblom      | Lina Uhac Frida Andreasson       | Christine Pettersson Jenny Kruseborn  |
| Mixed        | Jörgen Olsson Frida Andreasson     | Daniel Glaser Johanna Persson    | Jan-Eric Antonsson Emelie Lennartsson |
| Mixed        | Jörgen Olsson Frida Andreasson     | Daniel Glaser Johanna Persson    | Fredrik Bergström Lina Alfredsson     |